# Puebla Larga
Puebla Larga (en valenciano y oficialmente La Pobla Llarga) es un municipio de la Comunidad Valenciana, España. Perteneciente a la provincia de Valencia, en la comarca de la Ribera Alta, ubicado entre las poblaciones de Alcira y Xàtiva. Reconocida por su tradición agrícola, así como sus plantaciones de cítricos y otros frutales.

## Geografía
La cota más alta de la que dispone el término es la de Sarratella, con 129 m sobre el nivel del mar, lugar muy estimado por todos los poblatanos. Aunque el río Júcar pasa muy cerca, no llega a entrar en el término. La principal corriente la aporta el barranco de Barcheta que cruza el término de norte a sur pasando a través del casco urbano.
Su clima es típicamente mediterráneo, suave y templado normalmente sin temperaturas extremas, no obstante en verano presenta un clima más caluroso.
Desde Valencia, se accede a esta localidad a través de la A-7 tomando luego la CV-564. También cuenta con estación de ferrocarril de la línea C-2 de Cercanías Valencia, situada al este del casco urbano.

### Localidades limítrofes
El término municipal de Puebla Larga limita con las siguientes localidades:
Carcagente, Énova, Manuel, Rafelguaraf, San Juan de Énova, Señera y Villanueva de Castellón, todas ellas de la provincia de Valencia.

## Historia
Hasta la fecha, no se han producido descubrimientos arqueológicos que puedan probar la existencia del hombre primitivo, no obstante, esto sí que ha ocurrido cerca de la población. Los vestigios que han quedado de la Era Romana son escasos, únicamente la Vía Augusta que seguía el mismo trazado que la actual carretera comarcal que atraviesa el casco urbano.
La denominación más antigua que se conoce del municipio, es la que figura el "Llibre del Repartiment" (Libro del Reparto), en el cual se cita la donación del lugar de la Puebla del Ardiaca, dependiente de Alcira, a uno de los principales caballeros de la reconquista. Este nombre perduró hasta el año 1317, fecha de la venida de Pere Esplugues, que fue un importante personaje que reconstruyó y repobló la población. Por esta causa pasó a decirse la Puebla de Esplugues, puesto que pertenecía a este señor feudal. Posteriormente, recibió el nombre de la Puebla de Torrermosa, debido a la construcción de un torreón o pequeño castillo construido por Pere Esplugues. Así, pues, continúa llamándose la Puebla de Esplugues hasta el siglo XVI, en la que debido a la forma alargada del casco urbano empezó a denominarse "Pueblo Largo", que en poco tiempo se transformaría en "Puebla Larga". Durante la Guerra de Sucesión en 1707, tomó partido por el Archiduque Carlos, por lo que al vencer su opositor Felipe V, entre las diferentes medidas que tomó contra la población, fue mantener como oficial el nombre en español de Puebla Larga en vez de la forma valenciana La Pobla Llarga.
El VI barón de Frignani y Frignestani Juan Bautista Esplugues de Palavicino y Vergadá, Señor de la Universidad de la Puebla-Larga antepuso a su apellido familiar de Palavicino, el de Esplugues, en cumplimiento de las cláusulas del Vínculo de Puebla-Larga (Torrelles).

## Demografía
Puebla Larga cuenta con una población de 4569 habitantes (INE 2024).
| Gráfica de evolución demográfica de Puebla Larga entre 1842 y 2021                                                  |
| |
| Población de derecho según los censos de población del INE Población de hecho según los censos de población del INE |

## Economía
Basada tradicionalmente en la agricultura. En 1798, se iniciaron en la localidad las primeras plantaciones de naranjo. Debieron de ser escasas, puesto que toda la producción era consumida a la misma población; pero en el año 1829, prácticamente todo el término se dedicaba a este cultivo y empezó la construcción de almacenes para la manipulación y envasado de la naranja para el envío al mercado interior y exterior.

## Administración y política
| Periodo   | Nombre                                     | Partido   |
| --------- | ------------------------------------------ | --------- |
| 1979-1983 | Eleuterio Serena Tena                      | PSPV-PSOE |
| 1983-1987 | Eleuterio Serena Tena                      | PSPV-PSOE |
| 1987-1991 | Edelmiro Tudela Vilaplana                  | PSPV-PSOE |
| 1991-1995 | Emilio Pascual Cots / Manolo Bellver Capsí | PSPV-PSOE |
| 1995-1999 | José María Botella Alfaro                  | EUPV      |
| 1999-2003 | José María Botella Alfaro                  | EUPV      |
| 2003-2007 | Rafael Soler Vert                          | PP        |
| 2007-2011 | Rafael Soler Vert                          | PP        |
| 2011-2015 | Rafael Soler Vert                          | PP        |
| 2015-2019 | Neus Garrigues Calatayud                   | PSPV-PSOE |
| 2019-2023 | Neus Garrigues Calatayud                   | PSPV-PSOE |

## Patrimonio
- Antigua Alquería y necrópolis. De época árabe se conservan restos de una antigua alquería y su necrópolis adjunta.[10]
- Cruz del Término. Del siglo XIII, tallada en piedra. Ubicada en el Camino Real de Xàtiva delimitando las villas de Alzira y Xàtiva.[11]
- Ayuntamiento. Conserva restos del antiguo palacio señorial del siglo XIV.[12]
- Iglesia parroquial. Templo dedicado a San Pedro apóstol y edificado sobre el anterior gótico de 1325. En 1727 empezó la construcción del actual templo parroquial. Finalizan las obras tras 71 años.[13]
- Cine Monterrey. Obra de estilo art déco valenciano del arquitecto valenciano Juan Guardiola en 1950.[14]

## Fiestas locales
- Fallas. En el mes de marzo del 15 al 19 se celebra la fiesta de las fallas en la Comunidad Valenciana. Pese a que son tres los monumentos plantados, es una semana en la que participa la mayor parte de la población, formando parte de las tradiciones falleras como pasacalles, ninots, despertades, ofrendas de flores y la cremà.[4]
- San Pedro. El 29 de junio (Día de San Pedro) es un día dedicado a la iglesia parroquial. En estas fechas se organizan diversos eventos populares como: cenas, noches musicales, una feria para los niños y una procesión que marca la clausura de la fiesta.[15]
- San Calixto. Son las fiestas más importantes de la localidad. Se celebran entre los días 9 y 14 de octubre. El día 9 empiezan los actos con los Moros y Cristianos que cuenta ya con 14 comparsas, despertando a los vecinos con sus arcabuces. Por resolución de 9 de mayo de 2019 se otorga la declaración de fiesta de interés turístico local de la Comunitat Valenciana a las Festes Majors i de Moros i Cristians de La Pobla Llarga.[16][17]

## Gastronomía
Los platos más usuales que se condimentan son el 
arroz al horno, el arroz con judías y nabos, el arroz caldoso, la paella con pollo y conejo. El guiso de Semana Santa es un plato elaborado con verduras de la huerta, huevos hervidos y albóndigas de bacalao, todo esto guisado a fuego lento en una cazuela de barro.

## Personas notables
- David Bernabéu, ciclista profesional.[18]
- David Albelda, futbolista profesional y capitán del Valencia CF.[19]